# Kroog

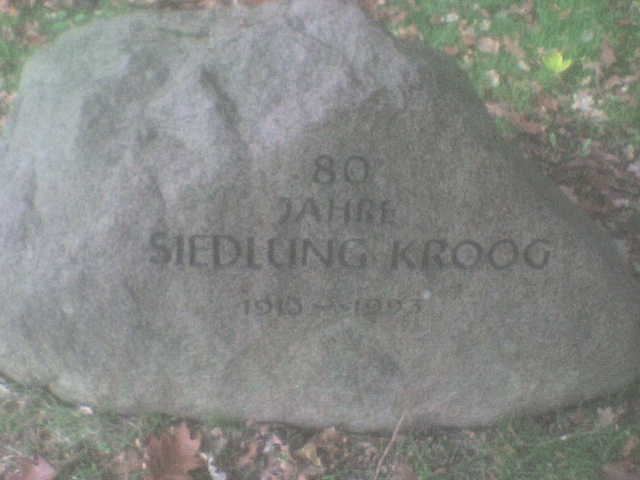
Denkmal der Siedlung Kroog

Kroog ist ein Siedlungsgebiet im Südosten von Kiel. Kroog ist offiziell kein eigener Stadtteil, sondern gehört zu Elmschenhagen, der Stadtbezirk heißt Elmschenhagen/Kroog. Kroog wird trotz seiner Zugehörigkeit zu Elmschenhagen von vielen, besonders von älteren Einwohnern jedoch als ein eigener Stadtteil betrachtet. Seine Bebauung ist vor allem durch Einfamilienhäuser geprägt.
Im Südwesten grenzt Kroog an den Stadtteil Rönne und im Osten an die Stadt Schwentinental. Im Westen befindet sich der Wellsee. Zum Osten und zum Süden hin wird Kroog vom Klosterforst Preetz umschlossen.

## Geschichte
Das Walddorf Kroog – damalige Schreibweise Croch – wird 1286 erstmals urkundlich im Bocholtschen Register des Klosters Preetz genannt: Das von Propst Konrad Bocholt veranlasste Register enthält die Namen der Pröpste und eine Liste der zur Grund- und Gerichtsherrschaft des Klosters gehörenden Dörfer und deren Abgaben. In dem Register heißt es, dass Kroog zu Abgaben von 9 Mark, Naturalien von 15 Topf Leinen und 21 Hühnern sowie von zwei Tagen wöchentlichen Dienstleistungen an das Kloster verpflichtet sei. Im Gegensatz zu anderen Dörfern wird jedoch im Register keine Einwohnerzahl angegeben. Das lässt darauf schließen, dass Croch zu dieser Zeit nur ein einzelner Hof war. Vermutlich wurde er von Nonnen des Klosters Preetz bewirtschaftet. Es gab weitere derartige Gutshöfe in der Gegend, über die jedoch bis auf den Namen heute nicht mehr viel bekannt ist.
Man fand jedoch Reste eines Dorfes an der Stelle des heutigen Kroogs. Unter anderem muss es in der Ortschaft eine Ziegelei gegeben haben. In späteren Aufzeichnungen wurde Kroog als Hof Kroog oder Hof to dem Kroghe bezeichnet. 1895 hatte der Ort Kroog 52 Einwohner.

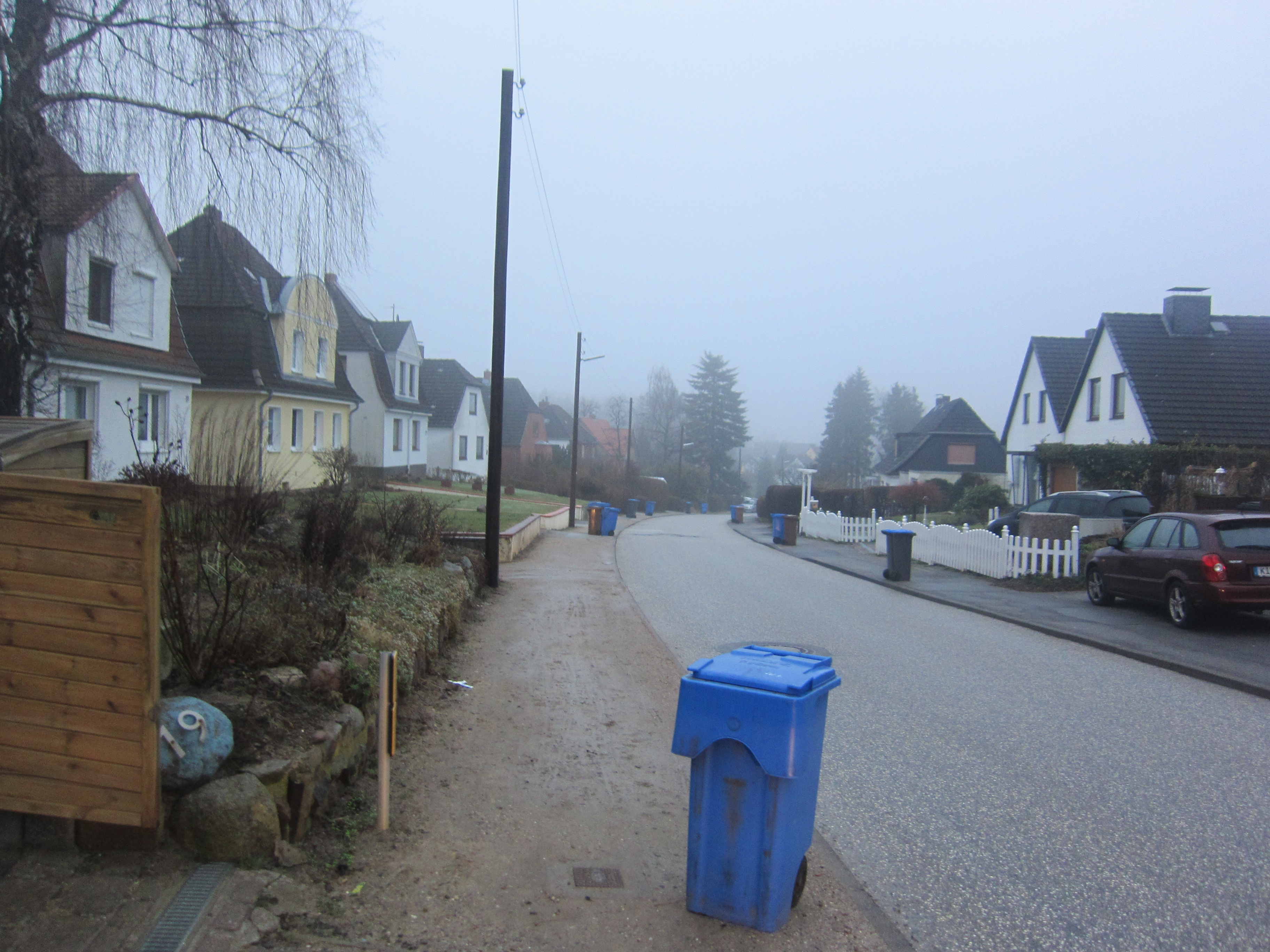
Zeppelinring Kiel-Kroog

Die heutige Siedlung Kroog wurde 1913 gegründet. Damals wollte August Witt, Besitzer des Hofes Kroog, einen Teil seiner Ländereien als Industriegebiet verkaufen. Er fand jedoch keine Interessenten. Der Architekt Fritz Kröger und der Städteplaner Albin Huß entwickelten stattdessen im Jahr 1913 den Plan für eine Villenkolonie. Am 14. August 1913 wurde der entsprechende Vertrag unterschrieben. Am 4. April 1914 folgte die Grundsteinlegung für die neue Siedlung. Von 1919 bis 1953 konnte die Genossenschaft Landhausansiedlung Kroog rund 350 Wohnhäuser errichten.
Nachdem das Parlament unter Reichskanzler Heinrich Brüning die Dritte Notverordnung vom 6. Oktober 1931 verabschiedete, die Arbeitslosen erlaubte, sich ein eigenes Haus zu bauen, entstanden dadurch ab 1933 auch in Kroog neue Häuser. Auch in den 1950er-Jahren wurde in Kroog gebaut. In den 1980er-Jahren entstand das Neubaugebiet um die Bushaltestelle Am Wellsee.

## Wasserturm
Im Jahr 1919 errichtete die Krooger Baugenossenschaft in der Straße Plötzen ein Wasserwerk, das aus einem Brunnen, einer Windturbinenanlage und einem Wasserbehälter bestand. Wegen häufiger Sturmschäden wurde der Wasserbehälter nach 1920 mit einem Turm geschützt. Der Wasserturm entwickelte sich zum Wahrzeichen der Siedlung Kroog –, er musste nach 1972 wegen Baufälligkeit abgerissen werden.

## Kirche
Auf einem Sandhügel in der Sonthofener Straße wurde in den Jahren von 1960 bis 1962 im Stil einer Basilika die Stephanuskirche erbaut und am 4. Advent 1962 geweiht. Die Entwurfspläne stammten von den Künstlern Heinrich Basedow und Willi Langbein. Die Bauausführung hatte der Architekt Ernst Mackh übernommen. Die Kirche gehört zur evangelisch-lutherischen Trinitatisgemeinde.